# Liste der Naturschutzgebiete im Landkreis Sonneberg
Im Thüringer Landkreis Sonneberg gibt es 19 Naturschutzgebiete.
| Name des Gebietes                 | Bild           | Kennung | WDPA   | Landkreis / Stadt                                  | Beschreibung / Bemerkungen | Standort | Fläche in Hektar | Datum der Verordnung |
| --------------------------------- | -------------- | ------- | ------ | -------------------------------------------------- | -------------------------- | -------- | ---------------- | -------------------- |
| Alte Meilschnitz                  |                | 305     | 318094 | Landkreis Sonneberg                                |                            | Position | 81,7             | 1999                 |
| Effeldertal                       |                | 247     | 318314 | Landkreis Sonneberg                                |                            | Position | 180,1            | 1998                 |
| Föritzgrund                       |                | 249     | 318407 | Landkreis Sonneberg                                |                            | Position | 181,4            | 2003                 |
| Geiersbachtal                     |                | 470     | 318429 | Landkreis Sonneberg                                |                            | Position | 27,1             | 2001                 |
| Georgshütte                       |                | 124     | 163229 | Landkreis Sonneberg                                |                            | Position | 25,1             | 1961                 |
| Görsdorfer Heide                  |                | 244     | 318452 | Landkreis Hildburghausen, Landkreis Sonneberg      |                            | Position | 150,4            | 1998                 |
| Haselbach                         |                | 122     | 163539 | Landkreis Sonneberg                                |                            | Position | 18,8             | 1961                 |
| Kleiner Först                     |                | 125     | 164121 | Landkreis Sonneberg                                |                            | Position | 22,9             | 1961                 |
| Leierloch                         | weitere Bilder | 120     | 164420 | Landkreis Sonneberg                                |                            | Position | 31               | 1961                 |
| Löschleite                        |                | 119     | 164510 | Landkreis Sonneberg                                |                            | Position | 24               | 1961                 |
| Magerrasen bei Emstadt und Itzaue |                | 307     | 318759 | Landkreis Sonneberg                                |                            | Position | 86,8             | 1998                 |
| Mürschnitzer Sack                 |                | 304     | 318825 | Landkreis Sonneberg                                |                            | Position | 93,9             | 2001                 |
| Müßholz                           |                | 248     | 318826 | Landkreis Sonneberg                                |                            | Position | 57,5             | 2002                 |
| Pfmersgrund                       |                | 252     | 318944 | Landkreis Sonneberg                                |                            | Position | 112,6            | 1998                 |
| Röthengrund                       | weitere Bilder | 351     | 165232 | Landkreis Sonneberg                                |                            | Position | 114,2            | 1996                 |
| Steinachgrund                     |                | 121     | 165669 | Landkreis Sonneberg                                |                            | Position | 23,2             | 1961                 |
| Stelzener Berg                    |                | 140     | 165729 | Landkreis Sonneberg                                |                            | Position | 32,7             | 1982                 |
| Tettautal                         |                | 251     | 319204 | Landkreis Sonneberg                                |                            | Position | 116,9            | 2003                 |
| Wurzelbergfarmde                  |                | 118     | 318468 | Landkreis Saalfeld-Rudolstadt, Landkreis Sonneberg |                            | Position | 238,6            | 1961                 |